# Bazylika św. Heleny w Birkirkarze
Bazylika Świętej Heleny (ang. St Helen Collegiate Basilica; malt. Il-Bażilika u Kolleġġjata Arċipretali ta' Sant'Elena) – jest XVIII-wiecznym barokowym kościołem rzymskokatolickim, położonym w miejscowości Birkirkara (B'kara) na Malcie.

## Historia
Parafia w Birkirkarze funkcjonuje już w 1360 w kaplicy pw. św. Heleny. Birkirkara jest notowana jako jedna z 10 parafii, które istniały na Malcie w 1436. Parafia była poświęcona św. Helenie i jest ona również tytularną świętą kościoła, już czwartego, zbudowanego w pierwszej połowie XVIII wieku na tym miejscu, istniejącego do tej pory.
5 grudnia 1630 papież Urban VIII, bullą Sacri Apostolatus Ministerio, ustanowił kościół św. Heleny kolegiatą. Dużą inicjatywę w tej sprawie wykazał ówczesny proboszcz Don Filippo Borg (1567– 1649), kiedy budynek, nazywany teraz Knisja l-Qadima (Stary Kościół) był jeszcze używany. Aktualny kościół został zbudowany w centrum Birkirkary, w znacznie większej skali niż trzy poprzednie, stojące na tym miejscu. Kamień węgielny nowego kościoła został wmurowany 27 kwietnia 1727 przez biskupa Gaspare Gori-Manciniego. Razem z kamieniem w fundamentach umieszczony został medal z wizerunkiem św. Heleny oraz imiona urzędującego papieża oraz biskupa.
19 kwietnia 1771 biskup Paul Alphéran de Bussan pobłogosławił nowy kościół, a 20 października 1782, kiedy budowa kopuły została ukończona, biskup Malty Vincenzo Labini konsekrował kościół. Świątynia została podniesiona do godności Bazyliki Mniejszej przez papieża Piusa XII w dniu 18 stycznia 1950, uzyskując wszystkie należne przywileje.

## Kościół
Bazylika św. Heleny uważana jest za najwspanialszy kościół barokowy na wyspie, w którym wpływ rokoka jest ewidentny, zwłaszcza w rzeźbiarskiej ornamentyce wewnątrz świątyni. Wirtualny spacer po świątyni pozwala podziwiać jej wspaniały wystrój.
Poszczególne numery na planie kościoła ("Dane świątyni" w infoboksie po prawej) oznaczają:
1. Chór
2. Środek prezbiterium
3. Centrum nawy głównej
4. Kaplica Najświętszego Sakramentu
5. Transept (strona lewa) - ołtarz Ukrzyżowania
6. Kaplica Matki Bożej z Góry Karmel
7. Kaplica św. Andrzeja
8. Kaplica Matki Bożej Niepokalanej
9. Lewy przedsionek
10. Prawy przedsionek
11. Kaplica Zwiastowania
12. Kaplica św. Józefa
13. Kaplica Matki Bożej Pocieszycielki
14. Transept (strona prawa) - ołtarz Matki Bożej Różańcowej
15. Kaplica Matki Bożej Bolesnej
16. Nowa zakrystia
17. Stara zakrystia
18. Korytarz Centrum Parafialnego[4]

## Dzwonnice i Wielki Dzwon
Katedra posiada dwie dzwonnice, po jednej z każdej strony, na których zawieszone jest siedem dzwonów. Największy z nich jest jednocześnie największym na Malcie dzwonem kościelnym.
Mieszkańcy Birkirkary zawsze chcieli mieć wielki dzwon w swojej świątyni. Przez to północna (lewa, patrząc od frontu) dzwonnica kościoła została zbudowana nieco szersza od drugiej. Wielki Dzwon miał być tam umieszczony. Już w 1891 roku Birkirkara miała swój pierwszy wielki dzwon, odlany przez Guze' Grecha. Niestety, dzwon nie przetrwał długo. Następny został odlany tym razem przez mistrza-ludwisarza z Bormli, Gulju Cauchi. I ten również nie przetrwał długiego czasu. Wielki dzwon, który dziś wisi na dzwonnicy w Birkirkarze, został wykonany w ciągu roku. Tylko 10 miesięcy wystarczyło, aby zebrać potrzebne na niego fundusze. Dzwon został odlany na 24 września 1931, w odlewni Baricozzi w Mediolanie, Włochy. Opiekę nad jego tonacją powierzono wybitnemu maltańskiemu kompozytorowi Carlo Diacono. We wtorek, 12 stycznia 1932, dzwon przypłynął na Maltę. Po dotarciu na miejsce przeznaczenia, został uroczyście zawieszony w dniu 17 stycznia 1932.
Wielki Dzwon waży 101 qnatar i 40 irtal (ok. 8100 kg), oprócz serca, które waży 5 qnatar (ok. 400 kg). Wysokość dzwonu to 3,12 m, a średnica – 2,44 m. Jego koszt wyniósł 1300 funtów (w walucie tamtych czasów).